# Pierre Daniel Huet

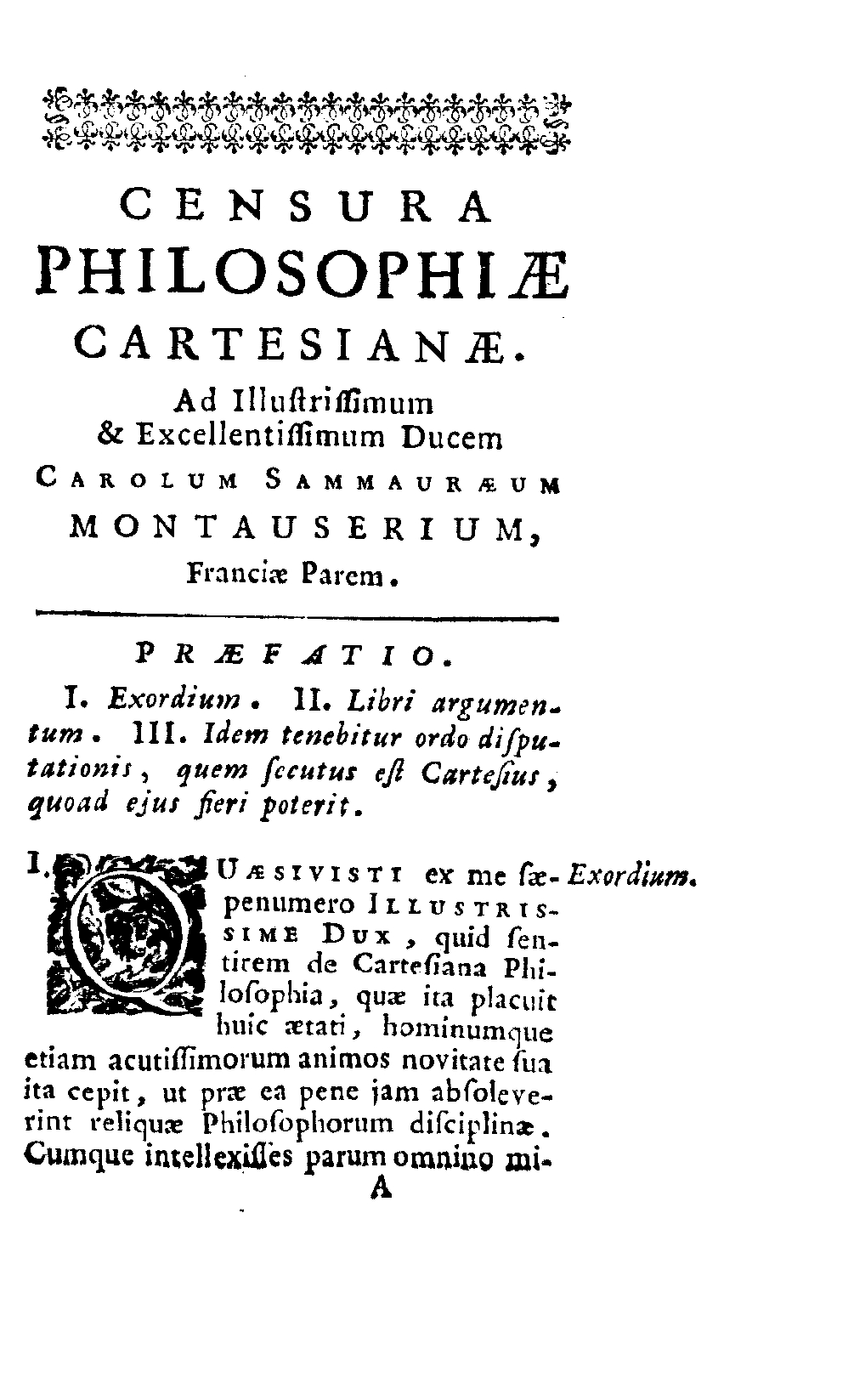
Censura philosophiae Cartesianae, 1723

Pierre Daniel Huet (lat. Huetius; * 8. Februar 1630 in Caen; † 26. Januar 1721 in Paris) war ein französischer Geistlicher und Gelehrter, Bischof von Soissons von 1685 bis 1689 und später auch von Avranches.

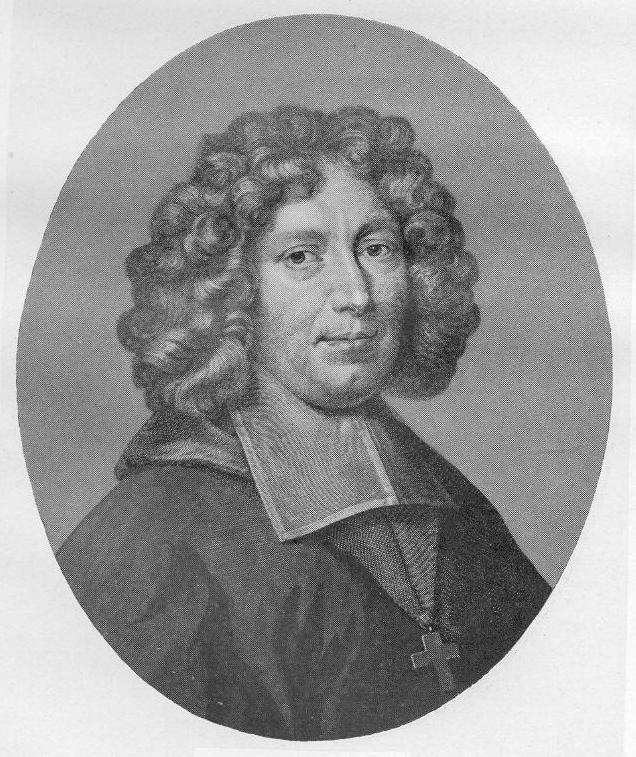
P.D. Huetius

## Leben
Huet wurde 1630 in Caen geboren und an der dortigen Jesuitenschule unterrichtet. Er erhielt außerdem Unterricht von dem protestantischen Pastor Samuel Bochart. Im Alter von 20 Jahren war er als einer der vielversprechendsten Gelehrten seiner Zeit anerkannt. 1651 ging er nach Paris, wo er sich mit Gabriel Naudé anfreundete. Im darauf folgenden Jahr wurde Bochart von Königin Christina von Schweden an ihren Hof in Stockholm eingeladen. Huet begleitete seinen Freund auf dieser Reise. Diese Reise, in der er Leiden, Amsterdam und Kopenhagen genauso kennenlernte wie Stockholm, führte in der Hauptsache zur Erkundung von Schwedens Königlicher Bibliothek, wo Huet einige Fragmente von Origenes’ Kommentar zum Matthäusevangelium fand. Dies brachte ihn auf die Idee, Origenes zu redigieren, eine Aufgabe, die er 1668 abschloss. Es kam schließlich zum Streit mit Bochart, der ihn beschuldigte, eine Zeile von Origenes in der eucharistischen Kontroverse unterdrückt zu haben.
In Paris trat er in engen Kontakt mit Jean Chapelain. Während der berühmten Querelle des Anciens et des Modernes ergriff Huet gegen Charles Perrault und Jean Desmarets de Saint-Sorlin Partei für des Anciens. Unter seinen Freunden in dieser Zeit waren Valentin Conrart und Jean Pellisson. Seine Vorliebe für Mathematik führte ihn zu Studien über Astronomie. Seine Aufmerksamkeit wurde als Nächstes auf Anatomie gelenkt. Da er kurzsichtig war, ging er in seinen Untersuchungen hauptsächlich der Frage nach dem Sehvermögen und der Ausbildung der Augen nach. Im Verlauf seines Studiums führte er mehr als 800 Zerlegungen von Augen durch. Danach konzentrierte er sich auf die Chemie und schrieb auch ein lateinisches Gedicht über Salz. Während dieser Zeit war er ständiger Besucher in den Salons von Madeleine de Scudéry und in Künstlerateliers. Seine wissenschaftlichen Untersuchungen störten seine ursprünglichen Studien aber nicht. Er lernte außerdem Syrisch und Arabisch bei dem Jesuiten Adrien Parvilliers. Er schrieb auch eine Geschichte namens Diane de Castro und lieferte mit seinem Traitté de l’origine des romans die erste Geschichte des Romans – das Werk, das heute als Wegbereiter der modernen Literaturgeschichtsschreibung angesehen werden kann. 1670 wurde er zum Hilfslehrer des Dauphins und gab mit Unterstützung von Anne Lefèvre, der späteren Madame Dacier, die bekannten Delphischen Klassiker heraus. Die Serie beinhaltete eine umfassende Edition von lateinischen Klassikern in über 60 Ausgaben und jede Arbeit wurde von einem lateinischen Kommentar begleitet.
Huet wurde 1674 in die Académie française berufen. Er gab 1679 eines seiner größten Werke, die Demonstratio evangelica, heraus. 1678 machte ihn der König zum Abt von Aulnay. Dort schrieb er seine Questiones Aletuanae (Caen, 1690), seine Censura philosophiae Cartesianae (Paris, 1689), seine Nouveau mémoire pour servir a l’histoire du Cartesianisme (1692) sowie seine Diskussion mit Nicolas Boileau über das Erhabene. 1685 wurde er Bischof von Soissons, aber nachdem er 4 Jahre auf seine Einsetzung gewartet hatte, übernahm er stattdessen das Bistum Avranches. Er gab das Amt in seinem Bistum auf und übernahm den seiner Ansicht nach einfacher zu handhabenden Posten des Abtes von Fontenay, aber dort wurde er mit unaufhörlichen Prozessen schikaniert. Als die Zeit reif war, setzte er sich in der Rue Saint-Antoine in Paris zur Ruhe, wo er 1721 starb. Seine umfangreiche Bibliothek und seine Manuskripte wurden, nachdem er sie den Jesuiten vermacht hatte, vom König für die königliche Bibliothek erworben.
Postum veröffentlicht wurde das Traité philosophique de la faiblesse de l'esprit humain (Amsterdam, 1723). Seine Autobiographie, in seinem Commentarius de rebus ad eum pertinentibus gefunden, wurde ins Englische und Französische übersetzt.

## Literatur

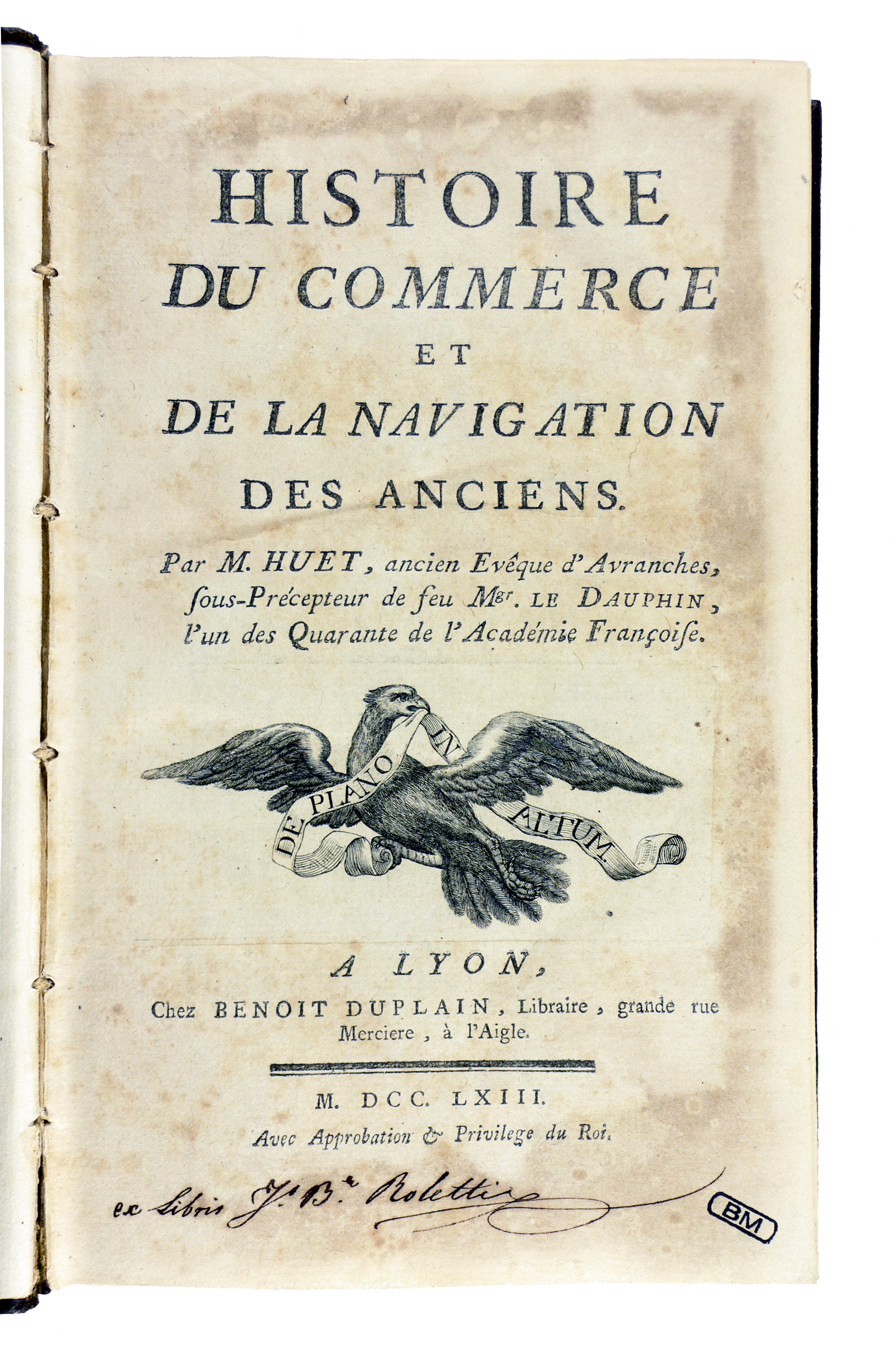
Histoire du commerce, 1763